# أدريان باز
أدريان باز (بالإسبانية: Adrián Paz)‏ (9 سبتمبر 1968 بمونتفيدو في الأوروغواي - ) هو لاعب كرة قدم أوروغواني في مركز الهجوم. شارك مع منتخب الأوروغواي لكرة القدم. أما مع النوادي، فقد لعب مع إستوديانتيس دي لا بلاتا وإيبسويتش تاون وبنيارول وبيلا فيستا وفيليز سارسفيلد وكولورادو رابيدز وكولومبوس كرو وكينغداو جونون ونادي تيانجين تيدا ونادي غويزهو رينهي.

## وصلات خارجية
- أدريان باز على موقع الدوري الأمريكي (الإنجليزية)
- أدريان باز على موقع قاعدة بيانات كرة القدم.إي يو (الإنجليزية)
- أدريان باز على موقع ناشيونال فوتبول تيمز (الإنجليزية)
- أدريان باز على موقع عالم كرة القدم.نت (الإنجليزية)